# Абрамов, Михаил Борисович (хоккеист)
Михаил Борисович Абрамов (род. 26 марта 2001) — российский хоккеист, нападающий.

## Биография
Начинал заниматься в школе московского «Спартака», в 2012 году перешёл в ЦСКА. С сезона 2018/19 стал играть за команду QMJHL «Викториавилл Тайгерз». В сезоне 2020/21 стал капитаном команды и выиграл с клубом Жиль Курто Трофи.
На драфте НХЛ 2019 года был выбран во 4-м раунде под общим 115-м номером клубом «Торонто Мейпл Лифс», с сезона 2020/21 стал играть за фарм-клуб «Торонто Марлис» в АХЛ. 10 марта 2020 года подписал трёхлетний контракта новичка с «Торонто». 18 февраля 2023 года был обменян в «Сент-Луис Блюз» на Райана О’Райлли и стал выступать в АХЛ за «Спрингфилд Тандербёрдс». Летом 2024 года не смог договориться с ЦСКА, у когорого принадлежали права на Абрамова, и подписал однолетний контракт с «Торпедо» Нижний Новгород. Дебютировал в КХЛ 4 сентября в домашнем матче с «Северсталью» (0:3).